# Върбинка
 Тази статия е за вида растения.  За рода вижте Върбинка (род).  
Лечебната върбинка (Verbena officinalis), или само върбинка, е тревисто многогодишно растение. Разпространено по тревисти, буренливи места и като плевел. Растението е включено в списъка на лечебните растения съгласно Закона за лечебните растения.

## Стъбло, цветове и плод
Тревисто растение с високо до 1 м, разклонено, четириръбесто стъбло. Листата са срещуположни, долните с дръжки, лировидни или 1—2 пъти пересто нарязани; горните са приседнали, почти цели, назъбени или целокрайни. Цветовете са бледорозови или светловиолетови, събрани на върха на стъблото и разположени в класовидни съцветия. Чашката и венчето са петделни. Плодът е сух, разпада се на 4 орехчета.

## Лечебно действие и приложение
Върбинката произхожда от Европа. В Северна Европа се е използвала при ревматични болки и рани, а в аюрведическата медицина като контрацептив. Проучванията на растението доказват, че билката има потенциал като антиоксидант, при неврологични и ендокринни проблеми.
Вярва се, че върбинката стимулира отделянето на мляко. Народните предания разказват, че с върбинка са лекувани раните на Исус след свалянето му от кръста.
Върбинката има укрепващо действие при изтощение, слабост, нервна и психическа умора, като диуретично средство при задържане на течности в организма, за засилване на млечната секреция при кърмачки.

## Митове
В древността, по времето на свръхестествените създания, се е вярвало, че върбинката се използва за елиминиране или заплашване на вампирите. Както върбинката се противопоставя на вампири, така и вълчето биле и планинският ясен на върколаци. Причинява нараняване на кожата и изгаряне.